# Cala de les Sirenes
La cala de les Sirenes és una platja del municipi de Mont-roig del Camp (Baix Camp), situada entre la cala dels Vienesos i la cala del Solitari, en un tram de costa rocallosa enfront de Miami Platja, declarat espai natural protegit. Té una longitud de 154 metres i una amplada de 43 metres, formada per sorra fina i daurada, amb un pendent d'entrada a l'aigua força pronunciat. Disposa de dutxes, un equip de neteja diària, papereres i un quiosquet de bar cafeteria.